# Margriet Sjoerdsma
Margriet Sjoerdsma is een Nederlands zangeres en songwriter. In 2021 won ze de Edison Jazzism Publieksprijs voor het album Northern Lights.

## Biografie
Margriet Sjoerdsma begon op haar 6e met vioolspelen en speelde tussen haar 6e en haar 16e in diverse orkesten. Op haar 18e ging ze jazzzang studeren in Rotterdam, in 2006 studeerde ze af. In dat jaar bracht ze haar debuutalbum uit, With the Whisper of a Morning.
Op haar volgende albums combineerde ze pop en jazz. Ze maakt pop en liedjes in singer-songwriterstijl waarin ze observeert en gevoelens beschrijft. Dit combineerde ze met het vrije en de improvisatie van jazz. NRC  beschreef haar zangstem als "een waterig lichte zangstem – ijl maar wiegend en wendbaar, met een goede frasering." Sjoerdma's album Drawing Circles (2011) stond 6 weken in de Nederlands Album Top 100 en bereikte de 34e positie.
In 2013 bracht Sjoerdsma een album uit met interpretaties van liedjes die eerder zijn gezongen door Eva Cassidy. Ze trad hiermee op in tientallen uitverkochte zalen en gaf ook een optreden op het North Sea Jazz Festival. Cassidy's broer Dan Cassidy speelde tijdens dat concert mee op viool. De Stentor schreef over Sjoerdsma's uitvoering van Cassidy's werk: "Sjoerdsma slaagt er in de kenmerkende aspecten van Cassidy’s interpretaties van (over)bekende songs te laten horen maar legt in de liedjes toch veel van zichzelf"
Sjoerdsma vergezelde de Dutch Swing College Band op hun internationale tour. In 2022 en 2023 stond ze met Martin Fondse en Vrouwkje Tuinman in de theaters met de voorstelling Stop de tijd. Ook werkte ze mee aan jeugdvoorstelling De Troostprijs van dansgroep De Stilte.
In 2018 won Sjoerdsma de Nederlandse Oeuvreprijs Cabaret en Kleinkunst, een prijs voor artiesten uit het kleinkunst-, muziek-, zang- en cabaretgenre.
In 2019 bracht Sjoerdsma een nieuw album uit met zelfgeschreven songs onder de naam Odelion. Het Nederlands Dagblad prees in een recensie de "rijk georkestreerde arrangementen en doordachte nieuwe composities". In 2020 volgde het album Northern Lights met het Odelion Orchestra, met daarin onder andere pianist Jeroen van Vliet. In 2021 won Sjoerdsma de Edison Jazzism Publieksprijs voor dit album.
Sjoerdsma gaf optredens op grote podia als North Sea Jazz, het Koninklijk Concertgebouw, de Kleine Komedie en TivoliVredenburg.

## Discografie
- Margriet Sjoerdsma - With the Whisper of a Morning (2006)
- Margriet Sjoerdsma - Bloom (2008)
- Margriet Sjoerdsma - Drawing Circles (2011)
- Margriet Sjoerdsma - A Tribute to Eva Cassidy (2013)
- Margriet Sjoerdsma - Favorite Songs (2018)
- Odelion - Odelion (2019)
- Odelion - Northern Lights (Orchestral Version) (2020)